# Haifa Hawks
Die Haifa Hawks sind ein israelischer Eishockeyclub aus Haifa, der 1990 als HC Haifa gegründet wurde und bis zum Abstieg 2018 in der höchsten israelischen Liga spielte. Die Heimspiele werden im Canada Centre ausgetragen.

## Geschichte

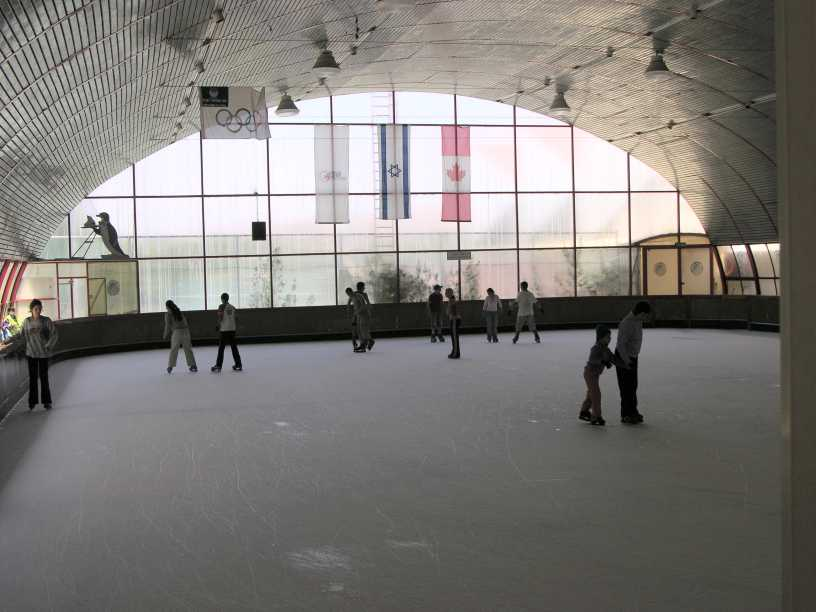
Das Metulla Canada Centre, einzige Eishalle Israels

Der im Kalenderjahr 1990 gegründete Eishockeyverein gewann 1990, 1991, 1994, 2006, 2007 und 2008 die israelische Meisterschaft.

## Erfolge
- Israelischer Meister (6): 1990, 1991, 1994, 2006, 2007, 2008

## Erwähnenswerte Spieler
- Boris Amromin

## Ehemalige Spieler
- Alon Eizenman
- Oren Eizenman
- Daniel Spivak